# Losgna ephippium
Losgna ephippium är en stekelart som först beskrevs av Smith 1859.  Losgna ephippium ingår i släktet Losgna och familjen brokparasitsteklar. Utöver nominatformen finns också underarten L. e. matinangis.